# William Wiley

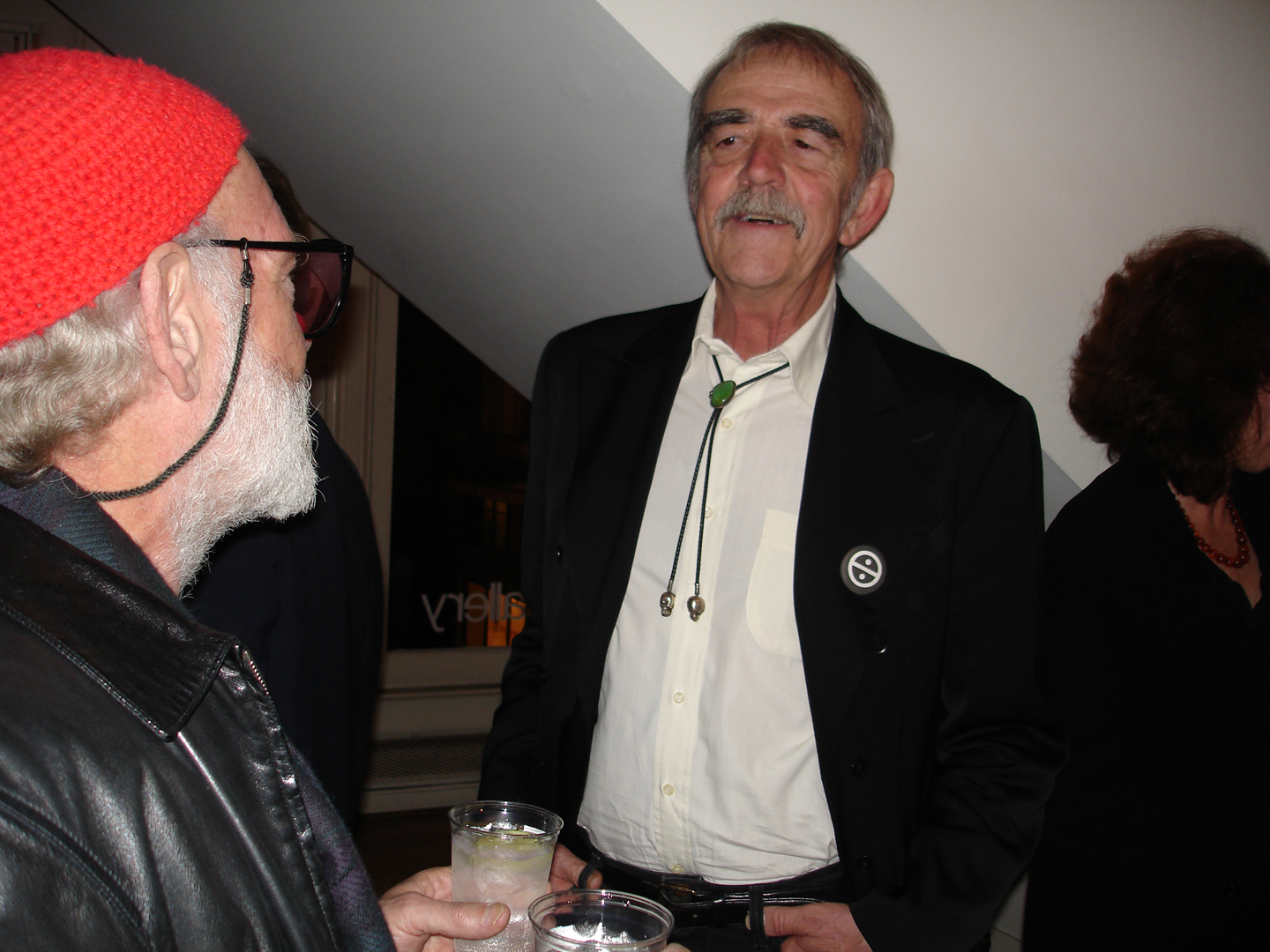
William T. Wiley 2006 in San Francisco

 William T. Wiley (* 21. Oktober 1937 in Bedford, Indiana, USA; † 25. April 2021) war ein US-amerikanischer Maler, Grafiker, Konzeptkünstler und Zeichner, bekannt für seine „Funky-Art“-Assemblagen. Er lebte in San Francisco.

## Leben und Werk
William Wiley studierte am San Francisco Art Institute bis 1962. Er war Associate Professor an der University of California in Davis von 1962 bis 1973. Er unterrichtete Kunst am San Francisco Art Institute im Jahr 1963 und von 1966 bis 1967; an der University of Nevada in Reno, 1967; am Washington State College, Pullman, 1967; an der University of California in Berkeley, 1967; an der School of Visual Arts, New York, 1968; an der University of Colorado Boulder, 1968 und an der University of Wisconsin–Madison.
William Wiley hatte seine ersten Einzelausstellungen im Jahr 1960 in der Staempfli Gallery, New York City und im San Francisco Museum of Art.
William Wiley gehörte zusammen mit Robert Arneson, Bruce Nauman und Roy DeForest zum Kern des Bay Area Funk Movement. Er gehörte zu den einflussreichen Künstlern der San Francisco Bay Area der 1970er Jahre, die sich mit den Grenzen der reinen Abstraktion in der Malerei und Kunst unzufrieden zeigten und mit der Entwicklung einer eigenwilligen und introspektiven Kunst – auch als Gegenbewegung zur Pop-Art – begannen. Wiley verwendete eine breite Palette von Materialien um „untraditionelle“ Kunst und seine autobiographischen „funky“ Assemblagen zu schaffen. Er war ein vielseitiger Künstler, der sich mit Malerei, Skulptur, Aquarellmalerei, Druckgrafik, Installationen, Theater-Veranstaltungen, konzeptionellen Projekten und Filmkunst beschäftigte.
William Wiley war mit einigen Bildern Teilnehmer der Documenta 5 in Kassel im Jahr 1972 in der Abteilung Individuelle Mythologien. Er hatte auch danach weltweit Ausstellungen in den bedeutenden Museen und Galerien.
Seine Bilder sind unter anderem in der Sammlung des Museum of Modern Art in New York City, im Art Institute of Chicago, im Whitney Museum of American Art, im San Francisco Museum of Modern Art, im Van Abbemuseum in Eindhoven,
im Hirshhorn Museum and Sculpture Garden in Washington, D.C. und anderen Museen weltweit enthalten. William T. Wiley wurde 1994 zum Mitglied (N.A.) der National Academy of Design gewählt.